# کامیون غذای سیار

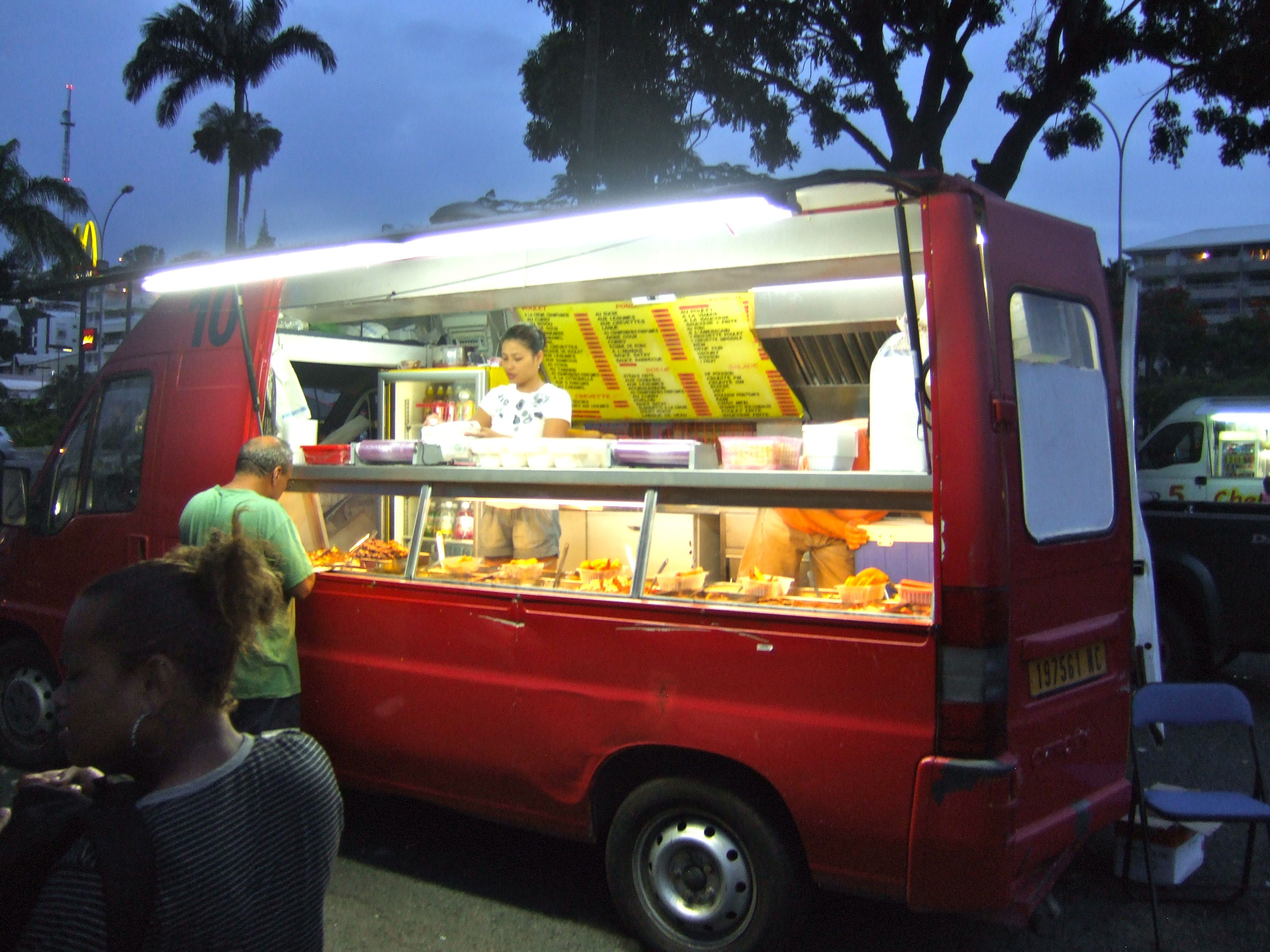
یک کامیون غذای سیار در نومئا، کالِدونیای جدید، در حال سرو غذای چینی، ۲۰۱۱

کامیون غذای سیار (انگلیسی: Food truck) یک وسیله نقلیه بزرگ است که برای طبخ و فروش غذا تجهیز شده‌است. برخی از این کامیون‌ها از جمله کامیون‌های بستنی سیار، غذای یخ‌زده یا از پیش بسته‌بندی‌شده می‌فروشند؛ بقیه آشپزخانهٔ سیار دارند و غذا را از صفر آماده می‌کنند. عرضهٔ ساندویچ، همبرگر، سیب‌زمینی سرخ‌کرده و سایر غذاهای فوری محلی هم در این رستوران‌ها متداول است. در سال‌های اخیر کامیون‌های غذای سیاری که غذاهای عالی و انواع غذاهای خاص و منوهای محلی ارائه می‌دهند، به‌طور خاص محبوب شده‌اند. کامیون‌های غذای سیار، در کنار دکه‌ها و گاری‌های مواد غذایی سیار، در خط مقدم صنعت غذای خیابانی هستند که روزانه به حدود ۲٫۵ میلیارد نفر خدمات‌رسانی می‌کند.
گاهی دیده می‌شود به کامیون های غذای سیار فود کورت و یا غذای شبانه نیز گفته می‌شود در ایران معمولا کامیون های غذای سیار در شب ها فعالیت خود را آغاز می کند همین امر سبب می‌شود در تمام طول شب هم حتی مغازه و رستوران های کنار خیابان ها باز باشند.